# افلاطونیسم میانی
افلاطونیسم میانی (انگلیسی: Middle Platonism) نام مدرنی است که به مرحله ای از توسعه فلسفه افلاطونی داده می‌شود که از حدود ۹۰ پیش از میلاد – تا زمان توسعه فلسفه نوافلاطونی تحت فلوطین در قرن سوم به طول می‌انجامد. افلاطون میانه آموزه‌های بسیاری را از مکاتب رقیب فلسفه مشاء و رواقی‌گری جذب کرد. فیلسوف برجسته این دوره، پلوتارک (حدود ۴۵–۱۲۰) از اختیار و جاودانگی دفاع کرد. او به دنبال نشان دادن این بود که خداوند در خلقت جهان، ماده را به عنوان ظرف شر به روح الهی جهان تبدیل کرده‌است، جایی که به کار خود ادامه می‌دهد. سرچشمه همه بدی‌ها خداوند موجودی است که با واسطه‌های الهی که خدایان و دایمون (اسطوره) دین رایج هستند، عمل می‌کند. نومنیوس آپامئا (حدود ۱۶۰) افلاطونیسم را با مکتب نوفیثاغورسی و دیگر فلسفه‌های شرقی ترکیب کرد، در حرکتی که پیشاپیش توسعه نوافلاطونی است. رساله عهد جدید نامه به عبرانیان مخزن اندیشه افلاطونی میانه است.
پژوهشگر مسیحیت اولیه، اورت فرگوسن از افلاطونیسم میانی را به عنوان یکی از ماتریس‌های فکری رساله‌های عهد جدید معرفی می‌کند. او نوشته‌است که که زندگی افلاطون در قرن پنجم و چهارم قبل از میلاد بوده‌است اما افلاطون در زمان خود به اندازه یک فیلسوف مسلط نبود که در قرون اولیه دوران مسیحیت بود. فرگوسن خاطرنشان می‌کند که پدران کلیسا الهیات خود را عمدتاً از چارچوب فلسفه افلاطون گرفته‌اند. افلاطونیسم میانه بین دوران اولیه افلاطون و پیروانش، و نوافلاطونیسم که در مراحل رو به زوال چندخداپرستی مسلط بود، قرار دارد. قرن اول قبل از میلاد شاهد تجدید حیات در مطالعه افلاطون و ارسطو بود که به موقعیت برتری بازگشتند که از آن زمان تاکنون این موقعیت را از دست نداده بودند.
متفکران برجسته «افلاطونی میانه» عبارتند از:پلوتارک، آپولیوس، آلبینوس، ماکسیموس تایر
افلاطونیسم میانه صرفاً احیای ایده‌های اصلی افلاطون نبود. بلکه از اخلاق رواقی، منطق ارسطویی، متافیزیک، دین و نمادگرایی نوفیثاغورثی، متافیزیک بیگانه‌کراتس تأثیر گرفته‌است. «نئوفیثاغورث» به احیای فلسفه فیثاغورث در حدود قرن اول اشاره دارد. فرگوسن دربارهٔ آنها می‌نویسد:
«نوفیثاغورثی‌ها به علاقه فیثاغورث به اعداد و زهد و درک او از فلسفه به عنوان دینی ادامه دادند. آنها همچنین به ستارگان و شیاطین واسط بین خدای متعالی و نوع بشر علاقه‌مند بودند که در مفهوم «زنجیره ای از موجودات» سهیم بودند. علاوه بر این، به نظر می‌رسد که آنها منبع اصلی فلسفی این دیدگاه هستند که جهان مادی بد است، ایده ای که تفکر گنوسی را رنگ آمیزی کرد و در بدبینی عمومی نسبت به جهان که در قرن دوم شروع به گسترش کرد، تأثیرگذار بود.»
نوفیثاغورثی‌ها در مورد معنای غیبی اعداد حدس می‌زدند، گیاهخوار بودند. قانون زندگی - نه حدس و گمان فلسفی - جذابیت اصلی آن بود. سبک زندگی فیثاغورثی به نماد آرمانی انسان مقدس و خردمند تبدیل شد.

## ویژگی‌های مشترک
فلاسفه افلاطونی میانه با توجه به ترکیب گسترده‌ای از تأثیرات ناشی از ایده‌های افلاطونی، طیف گسترده‌ای از دیدگاه‌های مختلف را در مورد بسیاری از مسائل نشان می‌دهند. اما فرگوسن موارد زیر را به عنوان موارد مشترک فهرست می‌کند:
- اعتقاد به امکان تطبیق دیدگاه افلاطون و ارسطو در مورد جهان و امور الهی.
- خیر افلاطون و ذهن ارسطو: بنابراین آلسینوس «خوب» افلاطون را با ذهن عالی ارسطو (حرک بی حرکت) یکی دانسته می‌شود.

ایده‌ها یا اشکال افلاطون (به نظریه اشکال مراجعه کنید) به افکاری در ذهن الهی ارسطو تبدیل شد؛ بنابراین فیلسوف یهودی فیلون اسکندریه اولین نویسنده موجود است که به صراحت این معادله را بیان می‌کند: «ایده‌ها افکاری هستند در عقل خدای متعال یهودیت (دربارهٔ آفرینش جهان ۱۵–۲۰).»
- افلاطون میانه ایده تمایز بین روح و بدن را احیا کرد. بر جاودانگی روح تأکید شد. عقیده داشت یک روح جهانی جهان را متحرک می‌کند. افلاطونیان میانه تحت تأثیر نوفیثاغورثی‌ها ماده را شر می‌دانستند.
- دیگران (نزدیک به اندیشه اصلی افلاطون) شر را نتیجه تجسم «ایده‌ها/فرم‌ها» می‌دانستند.
- هدف زندگی افلاطونیان میانه از آموزه افلاطون که هدف زندگی به عنوان خوشبختی عبارت است از «شبیه شدن به خدا، تا آنجا که ممکن است» مشتق شده‌است. گریز [از زمین برای با خدا بودن] شبیه شدن به خداست، تا آنجا که ممکن است؛ و شبیه شدن به خدا، عادل و مقدس و حکیم شدن است.
- نقش دین: فیلسوفان به‌طور سنتی خود را از دین دور نگه می‌داشتند، حتی اگر اغلب به آن ابراز همدردی و دلبستگی می‌کردند. اما از اواخر قرن اول شروع به تغییر کرد. آنها شروع به یافتن روشنگری در دین کردند.[۱]

## سیسرو، فیلون و پلوتارک
سیسرو در پایان قرن اول پیش از میلاد، فیلون اسکندریه در آغاز قرن اول پس از میلاد و پلوتارک در پایان قرن اول زندگی می‌کردند. گفته می‌شود که این سه شخصیت، به دلیل ماهیت گسترده نوشته‌هایشان، تصویر نسبتاً کاملی از وضعیت فلسفه (مکاتب و مسائل اصلی) در زمان آغاز مسیحیت به ما می‌دهند؛ زیرا نوشته‌های آنها «منعکس کننده گرایش‌های التقاطی زمان و ظرفیت افلاطونی برای جذب بسیاری از عناصر دیگر و چارچوب یکپارچه‌سازی سنتزهای جدید است».
افلاطونیسم میانه به عنوان «نیروی پیشرو در آخرین مراحل چندخداپرستی و تأثیر عمده فلسفی در صورت‌بندی الهیات پدری» تلقی می‌شود.